# Bao Xishun
Bao Xishun, conosciuto anche come Xi Shun (鲍喜顺) (Chifeng, 2 novembre 1951), è uno showman cinese.
È noto per essere stato, con i suoi 2,36 m fino al 2009, l'uomo vivente più alto del mondo, ufficialmente riconosciuto dal Guinness dei primati.

## Biografia
Questo primato gli era stato temporaneamente sottratto nel 2007 dall'ucraino Leonid Ivanovyč Stadnyk alto 257 centimetri. Dato il rifiuto di questi di sottoporsi a misurazioni ufficiali, il record è tornato ad appartenere a Xi Shun.
Alto 236 centimetri, con un peso di 165 kg, Xi Shun afferma di aver avuto un'altezza normale fino a sedici anni, poi ha cominciato a crescere a dismisura.
Il 15 dicembre 2006 ha salvato due delfini rimuovendo dallo stomaco dei cetacei i pezzi di plastica che li stavano uccidendo.
Il 12 luglio 2007, Bao Xishun si è sposato con Xia Shujuan, alta 1,68 m (68 cm meno di lui), dalla quale ha avuto un bambino le cui dimensioni alla nascita sono risultate nella norma.
Il 14 luglio 2007 Bao Xishun ha incontrato e stretto la mano a quello che sosteneva di essere l'uomo più basso del mondo, l'allora diciannovenne He Pingping, alto 73 cm, che arrivava a stento a sfiorargli le ginocchia. I due sono stati poi ospiti di una puntata del programma di Canale 5 Lo show dei record e diventano presenze fisse l'anno seguente fino alla morte di Pingping. Tuttavia Xishun continua tutt'oggi ad essere presente.
Il suo primato è stato battuto nel 2009 da Sultan Kösen, alto 2,51 m.